# FairTax
De FairTax is een voorstel tot hervorming van de federale belastingen in de Verenigde Staten dat vooral gepusht wordt door een aantal Republikeinse politici en rechtse activisten. Het voorstel is om alle federale inkomstenbelastingen (waaronder de alternatieve minimumbelasting, de vennootschapsbelasting, de vermogenswinstbelasting) en loonheffingen (waaronder de heffingen voor de financiering van Social Security en Medicare), schenkbelastingen en belastingen op onroerend goed te vervangen door een enkele, nationale belasting op de verkoop van consumptieartikelen in de detailhandel. De Fair Tax Act, in 1999 voor het eerst in het Congres behandeld maar tot op heden niet aangenomen, stelt voor om de FairTax eenmalig toe te passen op het moment van aankoop van alle nieuwe goederen en diensten bedoeld voor persoonlijke consumptie.